# بوستروفیدن

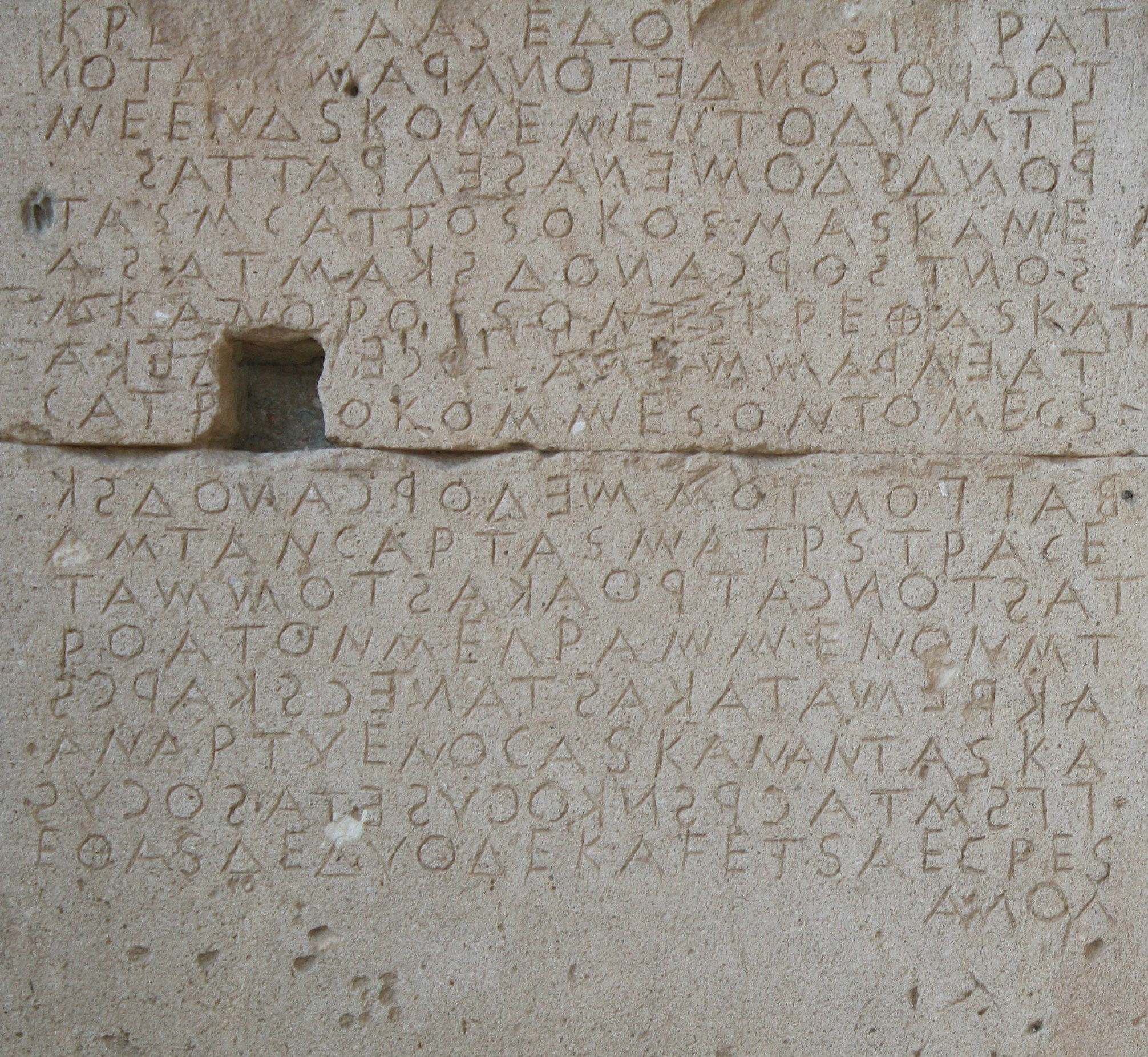
کتیبه بوستروفیدون یونان باستان، کد Gortyn، کرت، قرن ۵ قبل از میلاد

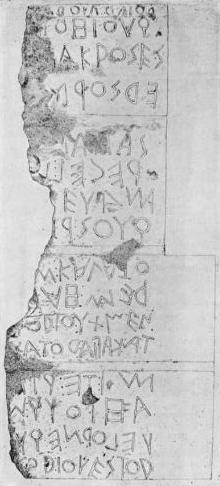
کتیبه Forum (یکی از قدیمی‌ترین کتیبه‌های شناخته شده لاتین) به صورت بوستروفدون نوشته شده‌است، البته به‌طور نامنظم: خواندن از بالا به پایین، خطوط ۱، ۳، ۵، ۷، ۹، ۱۱، ۱۲، ۱۴، ۱۶ از راست به چپ اجرا می‌شود. خطوط ۲، ۴، ۶، ۸، ۱۰، ۱۳ و ۱۵، از چپ به راست؛ ۸، ۹ و ۱۶ وارونه هستند. (تولید توسط Domenico Comparetti .)

بوستروفیدون (به یونانی باستان: βουστροφηδόν) نوعی متن دوسویه است که بیشتر در نسخه‌های خطی باستان و سنگ‌نبشته‌ها دیده می‌شود. در این روش خطوط جایگزین نوشتار با حروف معکوس برگردانده می‌شوند، یا معکوس می‌شوند. به جای رفتن به چپ به راست مانند زبان‌های امروزی اروپایی، یا از راست به چپ مانند عربی و عبری، سطرهای جایگزین در بوستروفیدون باید در جهت مخالف خوانده شوند. همچنین، شخصیت‌های منفرد معکوس یا منعکس شده‌اند. این شیوه معمول نوشتن در سنگ در یونان باستان بود.

## توضیح

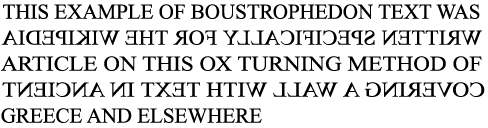
به عنوان مثال، در انگلیسی، از سبک Boustrophedon که در نسخه‌های خطی باستان در یونان نوشته شده‌است (سطرهای ۲ و ۴ از راست به چپ خوانده می‌شود)

بسیاری از خطوط باستانی، مانند صفایی و صائبین، غالباً یا به‌طور معمول بوستروفیدنی نوشته شده بود، اما در یونانی که اغلب در کتیبه‌های باستانی پیدا شده‌است، در سراسر دوره هلنی رو به کاهش گذاشته‌است.
با قیاس، این اصطلاح ممکن است در زمینه‌های دیگر برای توصیف این نوع تناوب حرکت یا نوشتن استفاده شود. به عنوان مثال، گاهی برای توصیف حرکت هد چاپگر برخی از چاپگرهای ماتریس نقطه‌ای استفاده می‌شود. در این حالت، در حالی که هد چاپ در خطوط متناوب در جهت مخالف حرکت می‌کند، متن چاپ شده معمولاً به صورت بوستروفیدون نیست.
Gyula Sebestyén فولکلوریست مجارستانی (۱۸۶۴–۱۹۴۶) می‌نویسد که نگارش بوستروفیدون باستان به چگونگی ساخت چوب‌های مجارستانی مجاری قدیمی توسط چوپانان شباهت دارد. ناچ چوب چوبی را در دست چپ خود نگه داشته و حروف را با دست راست از راست به چپ بریده‌است. هنگامی که ضلع اول کامل شد، او چوب را به صورت عمودی ورق می‌زند و شروع می‌کند به ضبط کردن طرف مقابل به همان روش. وقتی به صورت افقی باز می‌شود (مانند کتیبه‌های سنگ تراشیده شده بوستروفیدن)، نتیجه نهایی نوشتن است که از راست به چپ شروع می‌شود و در ردیف بعدی از چپ به راست ادامه می‌یابد، با حروف وارونه. سبستین بیان می‌کند که نوشته بوستروفیدن باستانی از جمله میله‌های چوبی با حروف برش کپی شد، اعمال شده برای کتیبه‌های کتیبه (به معنای واقعی از نوع چوبی اصلی به رسمیت نشناختن).

## بوستروفیدون معکوس

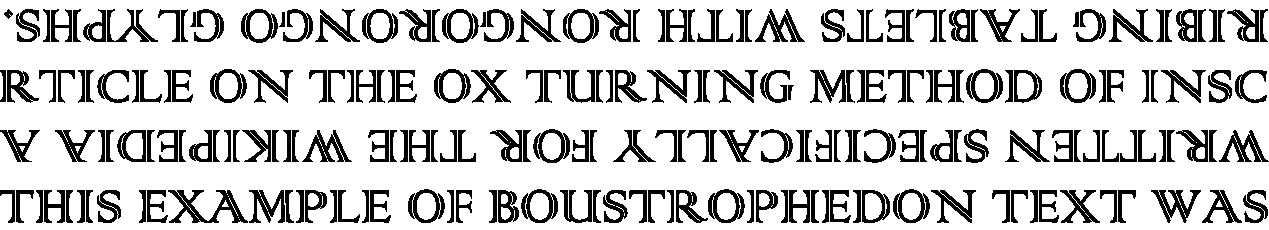
تصویری شماتیک از یک متن بوستروفیدون معکوس، به سبک رونگرونگو، اما با استفاده از الفبای لاتین

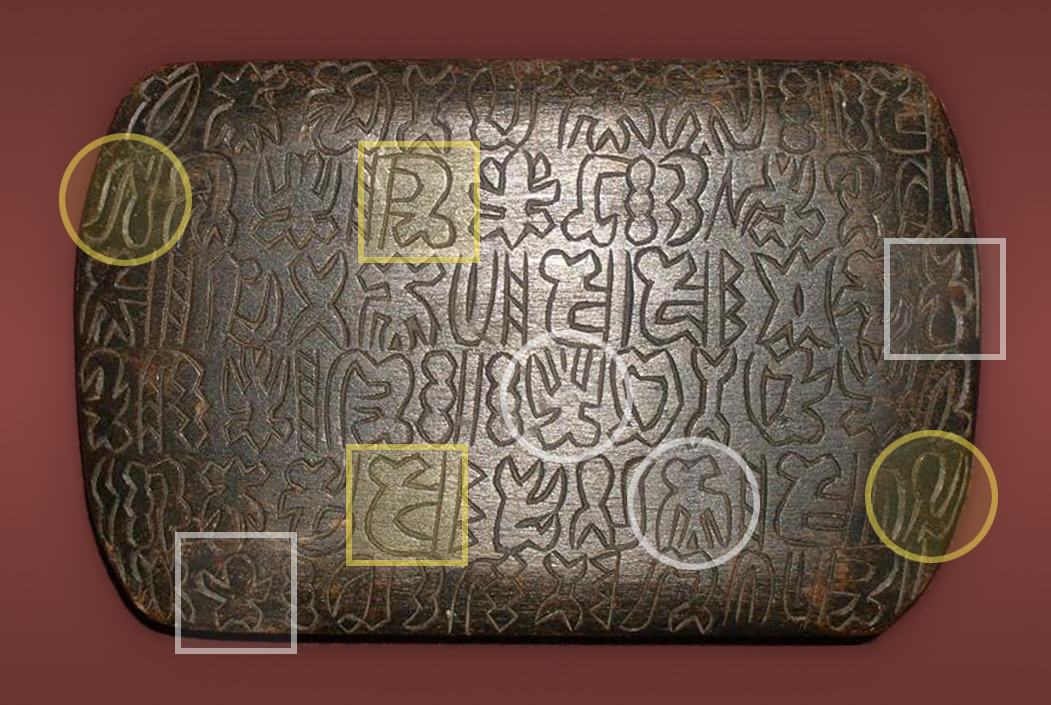
قرص Rongorongo با برجسته کردن چند حروف متقارن از طریق چرخش ۱۸۰ درجه (بوستروفیدون معکوس).

تخته‌های چوبی و دیگر مصنوعات برش خورده راپا نوی همچنین دارای یک خط بوستروفدونیک به نام Rongorongo است که بدون رمزگذاری باقی مانده‌است. در Rongorongo، متن در خطوط جایگزین ۱۸۰ درجه چرخش می‌شد تا آینه. این بوستروفیدون معکوس نامیده می‌شود .
خواننده می‌تواند از گوشه سمت چپ پایین رایانه لوحی شروع کند، یک خط را از چپ به راست بخواند، سپس تبلت را ۱۸۰ درجه بچرخاند تا دوباره روی خط بعدی از چپ به راست ادامه یابد. هنگام خواندن یک سطر، خطوط بالا و پایین آن وارونه به نظر می‌رسند. با این حال، نوشتار در سمت دوم تبلت در نقطه ای که اولین خط به پایان می‌رسد، ادامه می‌یابد، بنابراین اگر طرف اول تعداد خطوط عجیب و غریب داشته باشد، قسمت دوم از گوشه سمت راست بالا و جهت نوشتن از بالا به پایین تغییر می‌کند. اگر خواننده قادر باشد وارونه بخواند، ممکن است قرصها و نوشته‌های بزرگتر بدون چرخش نیز خوانده شوند.

## نمونه هیروگلیف لوویان
زبان لووی دارای نسخه‌ای به سبک لووی هیروگلیف بود که به سبک بوستروفدون خوانده می‌شد (بیشتر زبان‌ها به خط میخی نوشته می‌شد).
متن هیروگلیفی لوویان به صورت دسته‌بندی شده خوانده می‌شود، با جهت هر خط منحنی به جلو از حیوانات یا اعضای بدن که هیروگلیف خاصی تشکیل می‌دهند. حال، برخلاف هیروگلیف مصری با متعدد خود اندیشه‌نگاشت و واژه‌نگاشت، که نشان می‌دهد یک جهت آسان، جهت خطی از متن در هیروگلیف Luwian سخت‌تر است برای دیدن.

## نمونه‌های دیگر
یک نمونه امروزی از بوستروفیدنی، طرح شماره گذاری بخش‌ها در شهرهای پیمایشی در ایالات متحده و کانادا است. در هر دو کشور، شهرهای پیمایشی به یک شبکه ۶ در ۶ از ۳۶ بخش تقسیم می‌شوند. در سیستم بررسی زمین عمومی ایالات متحده، بخش ۱ از یک شهر در گوشه شمال شرقی قرار دارد و تا زمانی که بخش ۳۶ در گوشه جنوب شرقی به دست نمی‌آید، شماره گذاری به صورت بوسترفدنی انجام می‌شود. Dominion Land Survey کانادا نیز از شماره گذاری بوستروفدنی استفاده می‌کند، اما از گوشه جنوب شرقی شروع می‌شود. به دنبال یک طرح مشابه، شماره گذاری خیابان‌ها در انگلستان گاهی در یک جهت به صورت سریالی پیش می‌رود و سپس در جهت دیگر برمی گردد (از همان روش شماره گذاری در برخی از شهرهای سرزمین اصلی اروپا استفاده می‌شود). این در تضاد با روش متداول اعداد فرد و زوج در طرف مقابل خیابان است که هر دو در یک جهت افزایش می‌یابند.
دندانهای دائمی انسان هم به ترتیب توالی بوستروفیدنی شماره گذاری می‌شوند.
در تاریخ هنر، این بدان معناست که شما متن را از پایین سمت چپ در یک سری عکس می‌خوانید. همانند پنجره‌های شیشه رنگی در کلیسای سن-شپل در پاریس.
مثال دیگر، تبدیل بوستروفیدون است که در ریاضیات شناخته می‌شود.
بعضی اوقات چاپگرهای رایانه ای با یک نوع تحریر مانند نوع متحرک در صورت تنظیم نادرست، متن را بوستروفیدون چاپ می‌کنند.
علاوه بر این، خط سندی، اگر چه هنوز رمزگشایی نشده‌است، اما می‌تواند به صورت رده‌بندی نوشته شود.

تابلوی اعلاناتی که با استفاده از بوستروفدن به خط Avoiuli نوشته شده‌است

خط آویولی که در جزیره پنطیکاست در وانواتو به کار رفته به روشن بوستروفدنی نوشته شده‌است.

### در زبان‌های ساختگی
زبان ساختگی اتکویل هم از خط بوستروفیدنی استفاده می‌کند. زبان آتلانتیایی ساخته شده توسط مارک اوکراند برای فیلم آتلانتیس: امپراتوری گم‌شده در سال ۲۰۰۱ توسط دیزنی برای بازسازی احساس جریان آب در بوستروفودون نوشته شده‌است.
زبان رمز مورد استفاده در مجلات Montmaray، کرنتین، به صورت لوکس نوشته شده‌است. این ترکیبی از کورنیش و لاتین است و برای ارتباطات مخفی استفاده می‌شود.